# Bernard-Nicolas Aubertin
Bernard-Nicolas Jean-Marie Aubertin (Épinal, 9 settembre 1944) è un arcivescovo cattolico francese, dal 26 ottobre 2019 arcivescovo emerito di Tours.

## Biografia
Sacerdote dal 21 maggio 1972, nel settembre del 1982 entra nell'abbazia di Lèrins, della quale sarà abate dal 1989 al 1998.

### Ministero episcopale
Il 4 agosto 1998 papa Giovanni Paolo II lo nomina vescovo di Chartres; riceve la consacrazione episcopale il 20 settembre dello stesso anno da Pierre Plateau, arcivescovo di Bourges, co-consacranti Joseph Madec, vescovo di Fréjus-Tolone, e Juan José Omella, vescovo ausiliare di Saragozza. 
Il 23 giugno 2005 papa Benedetto XVI lo nomina arcivescovo di Tours; succede ad André Vingt-Trois, nominato arcivescovo di Parigi.
Il 28 ottobre 2016 papa Francesco lo nomina membro della Congregazione per il culto divino e la disciplina dei sacramenti.
Il 26 ottobre 2019 lo stesso papa accoglie la sua rinuncia, per raggiunti limiti d'età, al governo pastorale dell'arcidiocesi di Tours; gli succede Vincent Jordy, fino ad allora vescovo di Sainte-Claude.
Si trasferisce in un'abbazia di monache cistercensi in Svizzera, come aveva annunciato l'8 settembre 2019.

## Genealogia episcopale e successione apostolica
La genealogia episcopale è:
- Cardinale Guillaume d'Estouteville, O.S.B.Clun.
- Papa Sisto IV
- Papa Giulio II
- Cardinale Raffaele Riario
- Papa Leone X
- Papa Paolo III
- Cardinale Francesco Pisani
- Cardinale Alfonso Gesualdo
- Papa Clemente VIII
- Cardinale Pietro Aldobrandini
- Cardinale Laudivio Zacchia
- Cardinale Antonio Barberini, O.F.M.Cap.
- Cardinale Nicolò Guidi di Bagno
- Arcivescovo François de Harlay de Champvallon
- Cardinale Louis-Antoine de Noailles
- Vescovo Jean-François Salgues de Valderies de Lescure
- Arcivescovo Louis-Jacques Chapt de Rastignac
- Arcivescovo Christophe de Beaumont
- Cardinale César-Guillaume de La Luzerne
- Arcivescovo Gabriel Cortois de Pressigny
- Arcivescovo Hyacinthe-Louis de Quélen
- Vescovo Louis-Charles Féron
- Vescovo Pierre-Alfred Grimardias
- Cardinale Guillaume-Marie-Romain Sourrieu
- Cardinale Léon-Adolphe Amette
- Arcivescovo Benjamin-Octave Roland-Gosselin
- Cardinale Paul-Marie-André Richaud
- Cardinale Paul Joseph Marie Gouyon
- Arcivescovo Pierre Plateau
- Arcivescovo Bernard-Nicolas Aubertin, O.Cist.

La successione apostolica è:
- Vescovo Michel Armand Alexis Jean Pansard (2006)
- Vescovo Philippe Maurice Marie Joseph Christory, Comm. l'Emm. (2018)
- Vescovo Roberto Fornaciari, O.S.B.Cam. (2023)